# 매트릭스 (영화)
《매트릭스》(영어: The Matrix)는 1999년 개봉한 미국의 SF 액션 영화이다. 워쇼스키 형제가 제작, 감독하고 키아누 리브스, 로렌스 피시번, 캐리앤 모스, 휴고 위빙 및 글로리아 포스터가 출연하였으며, 매트릭스 시리즈의 첫 번째 작품이다. 인공지능 컴퓨터와 기계에 의해 인간이 양육되는 2199년의 미래세계를 배경으로 하고 있다.
영화는 인간에 의해 감지되는 현실이 "매트릭스"라고 불리는 모의 현실(1999년의 모의 현실)인 상황에서, 인체의 열과 전기 활동을 자신의 생명 연장을 위한 에너지원으로 사용하는 인공지능 컴퓨터(sentient machines)가 인류를 지배하는 디스토피아 적 미래를 묘사한다. 컴퓨터 프로그래머인 네오(Neo)는 이러한 진실을 알게 되고, "꿈의 세계(dream world)"에서 벗어난 다른 사람들과 함께 기계에 대한 반란을 일으킨다.
CG(computer graphic)를 다양하고 신선한 영상으로 영화계에 혁명을 일으키면서, 동시에 은유나 암시로 가득 찬 스토리로 신앙과 철학이라는 깊숙한 테마의 표현을 양립시킨 작품이며, 1999년의 아카데미상으로는 시각 효과상, 편집상, 음향상, 음향 편집상을 수상하고 와이어 액션이나 블릿 타임 등의 VFX도 화제가 되었다. 윌리엄 깁슨에서부터 일본 애니메이션에 이르기까지 여러 가지 것에 영향을 받고 특히 장 보드리야르의 철학을 기조로 했다고 워쇼스키 형제는 말했다.
1999년 3월에 미국 현지에서 5월에 대한민국에 개봉되었다.

## 줄거리
1999년, 호텔에 구류되어 있던 '트리니티'는 초인적인 신체 능력을 발휘하여 탈출한다. 선글라스를 낀 요원들이 그녀를 추격하나 그녀는 공중전화 박스에서 누군가에게 전화를 걸고 사라진다.
토머스 A. 앤더슨은 낮에는 평범한 회사원이지만 밤에는 해커 '네오(Neo)'로 활동하고 있다. 네오는 인터넷으로 이 세계는 잘못되어 있으며 '매트릭스'에 지배되고 있다는 의문의 메시지를 받고, 클럽에서 트리니티와 조우한다. 트리니티는 '모피어스'라는 자가 네오를 찾고 있다고 말한다. 다음날 회사에서 네오는 '스미스 요원'과 다른 요원들의 방문을 받는다. 전화로 걸려온 모피어스의 지시를 듣고 탈출하려고 하지만 실패하여 요원들에게 붙잡힌다. 요원들은 테러리스트 모피어스의 정보를 달라면서 네오의 몸에 도청용 기계벌레를 집어넣는다. 그 순간 집 침대에서 깨어난 네오에게 다시 한번 트리니티가 동료들과 함께 찾아오고, 네오의 몸에서 기계벌레를 제거한 뒤 모피어스에게 데려간다.
모피어스는 네오에게 알약 두 개를 주며, 파란 것을 먹으면 이전의 현실로 되돌아가고, 빨간 약을 먹으면 세계의 진실을 알 수 있다고 말한다. 네오는 빨간 약을 골라 먹자, 현실이 반전하며, 액체로 채워진 인큐베이터 안에서 알몸의 상태로 깨어난다. 둘러보니 수많은 인간들이 거대한 기계 속에서 네오처럼 잠들어 있었다. 인큐베이터 안에서 탈출한 네오는 모피어스, 트리니티와 그 동료들이 이끄는 비행선 '느부갓네살'호에 태워진다. 차후 모피어스가 말해준 사실은, 지금은 2199년이고 21세기 인류와 기계 사이의 전쟁의 결과, 인류는 기계에게 에너지를 공급하고 있으며 '매트릭스'라는 이름의 기계에 뇌를 맡기고 가상세계 속에서 살아가고 있다는 것이다. 예언자는 어떤 존재(the One)가 구세주가 되어 인류를 '시온'으로 데려갈 것이라고 예언했고, 모피어스는 네오가 바로 그 존재라고 믿고 있었다. 네오는 모피어스로부터 자아를 인식하고 매트릭스 속 가상현실을 다루는 방법을 전수받는다. 모피어스 팀의 해커 '탱크'가 매트릭스를 해킹하여 그들에게 초인적인 힘들을 줄 수 있었다.
한편 모피어스 팀의 멤버 '사이퍼'는 사실 암울한 현실에 질려 모피어스를 배신하고 풍요로운 가상세계로 되돌아가려는 마음을 먹고 있었다. 그는 스미스 요원과 거래하여 모피어스를 넘겨 주겠다고 한다. 이후 모피어스 팀은 네오를 데리고 매트릭스 세계로 들어가서, 예언자에게 네오가 구세주인지를 시험받게 한다. 그러나 예언자는 네오가 구세주가 아니라고 말한다. 현실 세계로 돌아가기 위해 출구로 가던 중 사이퍼의 의도적인 실수로, 팀은 요원들의 추격을 받게 되고 모피어스는 붙잡히고 만다. 사이퍼는 현실 세계로 먼저 나와서 해커 탱크를 비롯해 팀원들을 차례로 죽인다. 그러나 탱크가 죽지 않고 살아남아 사이퍼를 처단함으로써 네오와 트리니티만 목숨을 건진다.
네오는 자신을 믿으라는 모피어스의 가르침을 되새기고 모피어스를 구하러 가겠다고 한다. 트리니티는 네오를 믿고 동행한다. 매트릭스 세계에서, 둘은 증식하는 요원들을 사살하고 모피어스를 구출해낸다. 그러나 탈출 직전 스미스 요원의 방해로 두 사람만 가고 네오만이 남아 최후의 결전을 벌이게 된다. 혈투 끝에 네오가 쓰러지지만, 가상현실에서의 자아를 지배하는 방법을 깨달은 네오는 초인이 되어 스미스 요원을 무너뜨린다.

## 출연진
- 키아누 리브스 - 토머스 앤더슨 / 네오
- 로런스 피시번 - 모피어스
- 캐리앤 모스 - 트리니티
- 휴고 위빙 - 스미스 요원
- 조 판톨리아노 - 사이퍼
- 마커스 총 - 탱크
- 앤서니 레이 파커 - 도저
- 벌린다 매크로리 - 스위치
- 줄리언 아라항가 - 에이팍
- 맷 도런 - 마우스
- 글로리아 포스터 - 오라클
- 폴 고더드 - 브라운 요원
- 로버트 테일러 - 존스 요원
- 아다 니코데모 - 뒤주르

## 영화 속 숨은 의미들
- 영화 초반에 네오가 9시 18분에 알람 소리에 깨는 장면이 나오는데, 이는 앤디 워쇼스키의 부인의 생일 9월 18일을 의미한다.
- 네오가 비밀 저장고로 쓰는 책의 이름이 장 보드리야르의 시뮬라시옹이다.
- 영화가 전체적으로 녹색을 띄는것은 옛날 아날로그 컴퓨터 시절의 모니터 화면에 보여지는 색을 의미한다.
- 앤더슨(네오)이 일하는 회사의 이름은 '메타코텍스(Metacortex)'인데, 여기서 'Meta'란 transcend(초월하다)의 의미이고 'cortex'는 대뇌피질을 의미한다. 즉 두뇌적 능력을 초월한다는 의미가 되어 네오에게 잠재된 능력을 정확히 표현한 이름이다.
- 매트릭스의 요원들은 각각 존스(Jones) 브라운(Brown) 스미스(Smith)라는 이름 성을 가지고 있는데 이는 영미권에서 제일 흔하게 쓰이는 이름 성들이다.
- 영화속에 등장하는 여러 이름과 숫자는 테크노 음악과 깊은 관련이 있는 것으로 보인다. 모피어스는 E-MU 社가 제작한 아날로그 신시사이저 (Synthesizer) 모델명, 트리니티는 KORG 社의 디지털 신서사이저 모델명, 사이퍼는 시퀀싱 소프트웨어 이름, 호텔방 번호인 101, 103등은 ROLAND 社의 TB-303, EG-101 등으로부터 따온 것으로 여겨지고 있다. 영화 제목인 매트릭스도 Oberheim社의 아날로그 신서사이저의 이름.
- 영화는 기독교와 여러 신화의 서사구조를 빌려왔다고 볼 수 있다. 예를 들어 네오가 1편에서 - 오라클의 예언대로 - 사도의 배신(사이퍼) 덕분에 죽은 뒤, 부활을 통해 구원자 (그리스도 역할)로 각성하게 되는 줄거리.

Trinity는 기독교의 삼위일체를 뜻하는 것으로 트리니티를 통해 극단적인 기적 - 부활 - 을 행하는 모습. Morpheus는 그리스 신화의 '꿈의 신'으로 사람들의 꿈 속에 등장하는 인물인데 이를 기준으로 보면 현실이 꿈이고 매트릭스가 오히려 현실일 수도 있는데다 이것은 결말이나 호접지몽의 이야기와도 연결되는 설정. 등이 그렇다.

## 사회주의에 대한 비판이라는 관점
장로교신학대학 교수인 김철홍은 매트릭스가 그린 가상세계가 현실을 지배하는 구조는 막시즘의 유토피아를 지상에서 현실화하려는 사회주의와 매우 유사하다고 주장하였다.
영화 매트릭스는 가장 강력한 현실 고발 영화다. 이보다 더 강력한 고발은 없다. 이 영화는 우리를 향해 말한다. “너희들은 속고 있어. 너희들이 지금 보고 듣는 모든 정보는 다 가짜야. 그것들은 이 전체 시스템, 즉 이 사회의 모든 시스템이 만들어낸 가짜 현실이야. 너희는 지금 지극히 정상적인 삶을 살고 있는 것처럼 보이지만, 그건 환상이야. 너는 전체 시스템 속에서 더 이상 살아있는 인간이 아니야. 너는 인격도 없는 소모품에 불과해. 만약 너희가 그 환상에서 깨어난다면 어떻게 될까? 이 시스템은 너희를 가만 내버려두지 않을걸. 너를 죽이려고 달려들어 너는 결국 죽게 될 거야. 그래도 너는 이 빨간 약을 먹을 용기가 있을까?”

## 한국판 성우진(SBS) (2002년 2월 13일)
- 구자형 - 네오(키아누 리브스)
- 양지운 - 모피어스(로렌스 피쉬번)
- 정미숙 - 트리니티(캐리 앤 모스)
- 장정진 - 스미스 요원(휴고 위빙)
- 성선녀 - 오라클(글로리아 포스터)
- 황윤걸 - 사이퍼(조 판톨리아노) / 라인하트(데이빗 애쉬턴)
- 김준 - 탱크(마르커스 총) / 초이(마크 그레이)
- 손선근 - 마우스(매트 도런)
- 장혜선 - 스위치(벨린다 매크로리)
- 한상덕 - 도저(엔소니 레이 파커) / 경찰 경감(빌 영)
- 임성표 - 브라운 요원(폴 고다르)
- 박상훈 - 존스 요원(로버트 테일러)
- 윤복성 - 에어록(줄리안 애러항가)

## 같이 보기
- 매트릭스 시리즈
- 사이버펑크
- 디스토피아